# ترووبسکو
ترووبسکو (به لاتین: Troubsko) یک منطقهٔ مسکونی در جمهوری چک است که در شهرستان برنو-ونکوو واقع شده‌است. ترووبسکو ۶٫۰۳ کیلومتر مربع مساحت و ۲٬۰۲۲ نفر جمعیت دارد و ۳۰۰ متر بالاتر از سطح دریا واقع شده‌است.